# Bombardierung von Brüssel
Philippsburg – Koblenz – Walcourt – Bantry Bay – Mainz – Bonn – Fleurus – Beachy Head – Boyne – Staffarda – Québec – Mons – Cuneo – Leuze – Aughrim – Barfleur/La Hougue – Namur 1 – Steenkerke – Lagos – Neerwinden – Marsaglia – Charleroi – Torroella – Camaret – Texel – Sant Esteve d'en Bas – Gerona – Dixmuyen – Namur 2 – Brüssel –  Ath – Cartagena – Barcelona

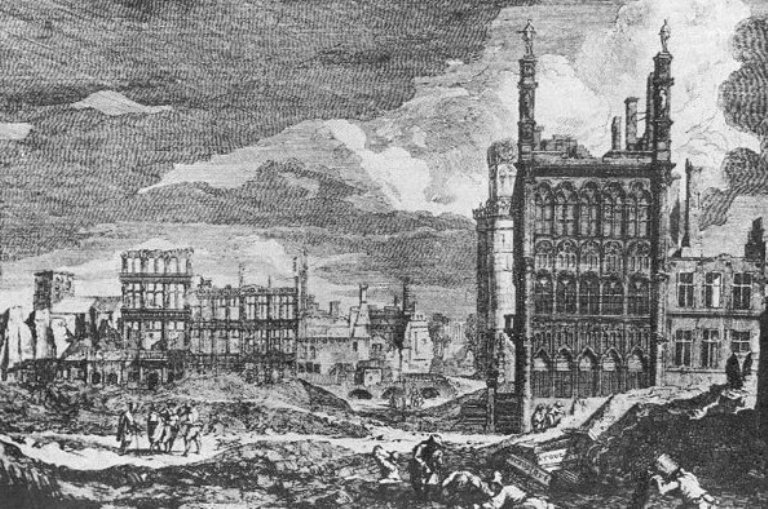
Ruinen des Grand-Place

Die Bombardierung von Brüssel zwischen dem 13. und 15. August 1695 durch französische Truppen fand während des Neunjährigen Krieges statt. Dabei wurde ein Großteil der Stadt und insbesondere der Grand-Place/Grote Markt zerstört. 

## Verlauf
Niederländische und englische Schiffe hatten im August 1695 französische Küstenstädte beschossen. Dies diente als Begründung für den Angriff auf Brüssel. Eigentliches Ziel war es, durch die Bedrohung von Brüssel Wilhelm III. zu veranlassen, die Belagerung von Namur abzubrechen, um der Hauptbasis der Alliierten zur Hilfe zu eilen. 
Eine große französische Armee aus etwa 70.000 Mann unter François de Neufville, duc de Villeroy lagerte bei Anderlecht. Der Marschall selbst schlug sein Hauptquartier in einem Kloster auf. Es wurden Geschützbatterien auf den Höhen in der Nähe des Tors de Ninove aufgefahren.
Die Bombardierung der Stadt mit Kanonen und Mörsern begann am Abend des 13. August und ging bis zum 15. August weiter. Neben Kugeln wurden auch Brandbomben verwendet. Etwa 4000 Gebäude in Brüssel wurden zerstört. Insbesondere das Zentrum der Stadt um den Grand-Place wurde in Mitleidenschaft gezogen. An dem Platz blieben nur der Turm und einige Mauern des Rathauses sowie des Maison de Roi stehen. Bei einigen weiteren Häusern konnten Überreste beim Wiederaufbau verwandt werden.

## Wiederaufbau

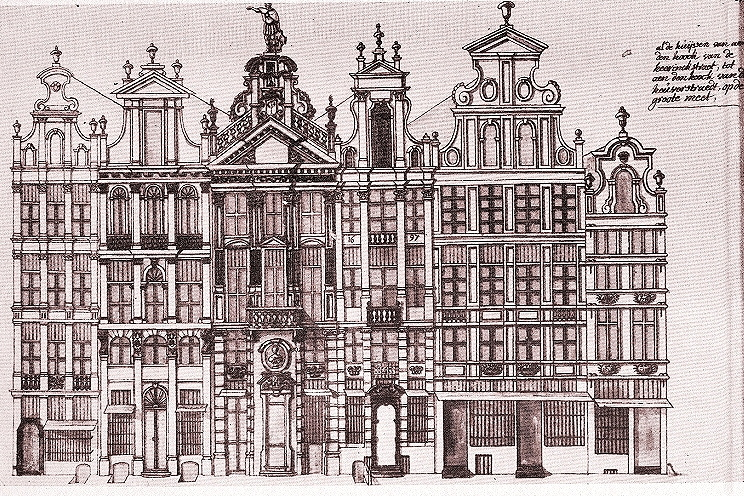
Zunfthäuser am Grand-Place, Zeichnung von 1729

Die Stadt zog auswärtige Arbeitskräfte heran und begrenzte den Preis für Baumaterialien. Spenden aus anderen Städten trugen zum Wiederaufbau bei. Beim Wiederaufbau des Grand-Place standen sich zwei Konzepte gegenüber. Der Generalstatthalter Maximilian Emanuel von Bayern wollte einen Platz mit symmetrischen Gebäuden, einheitlichen Fassaden und Herrschaftssymbolen errichten. Vorbild waren Plätze in Paris oder Madrid. 
Die privaten Eigentümer und die am Platz ansässigen Zünfte setzten auf eine individuelle Gestaltung der Gebäude. Dies gelang in weiten Teilen. Allerdings nahm der Rat der Stadt Einfluss auf eine gewisse einheitliche Bauweise. An der Südostseite des Platzes hatte es schon seit dem 15. Jahrhundert sechs gleichartige Häuser gegeben und die Eigentümer weigerten sich nicht einer einheitlichen Fassade nach dem Vorbild eines Palastes zuzustimmen, wie sie dem Generalstatthalter vorschwebte. Insgesamt entstand ein bemerkenswertes geschlossenes barockes Bauensemble, das heute Weltkulturerbe ist.    